# Буен-Ретіро
40°24′49″ пн. ш. 3°40′54″ зх. д. / 40.413675° пн. ш. 3.68168889° зх. д.
Буен Ретіро  (ісп. Palacio del Buen Retiro) — комплекс з декількох палаців та садів в межах сучасного Мадрида. Найактивніша забудова прийшлася на 17 століття, кількість палацових та допоміжних будівель сягала 20 (не враховуючи павільйонів). Разом з садами комплекс був в переліку найбільших в тогочасній Європі, змагаючись із Ескоріалом та Версалем у Франції до його розширення, хоча значно поступався їм в красі архітектури і врізноманітності паркових оздоб. До 21 століття дійшли лише залишки споруд.

## Історія
На околиці Мадрида був монастир Св. Єроніма (Сан Херонимо-эль-Реаль), в який навідувався ще король Філіп ІІ. Не оминали монастир і інші монархи, серед яких і Філіп IV. Поряд з монастирем була резиденція фаворита короля — герцога Олівареса та деяких аристократів. Аби улестити короля, герцог Оліварес наказав створити декілька павільйонів в саду для королівської родини. Трохи згодом розпочалося будівництво перших королівських палаців.

## Проект та будівництво
До проектування та будівництва залучили низку архітекторів. Наглядачем за проектуванням та будівництвом призначили італійця, художника та архітектора Джованні Батіста Крещенци, що перебрався з Рима в Мадрид. Для будівництва використали цеглу, знехтувавши звичним для іспанців пісковиком. Неякісна цегла погано вплине на довготривалість споруд в майбутньому. По смерті Крещенци у 1635 р. справи передали архітектору Алонсо Карбонелу.
Послідовник маньєризму, Крещенци не був видатним архітектором. Тому споруди вийшли довгі, одноманітні за фасадами та монотонні. Буденну архітектуру небагато урізноманітнювали вежі, прямокутні двори та регулярні сади. Окрім павільйонів в садах були ставки, що використовували для баталій на воді. Уяву про первісний вигляд Буен Ретіро дають тогочасні гравюри та картини Веласкеса, Джузеппе Леонардо тощо.

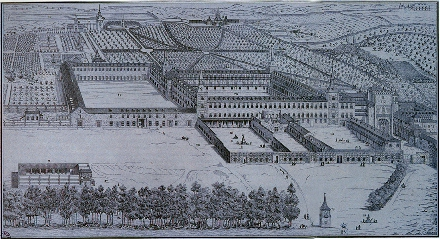
Буен Ретіро,гравюра 1637 р.
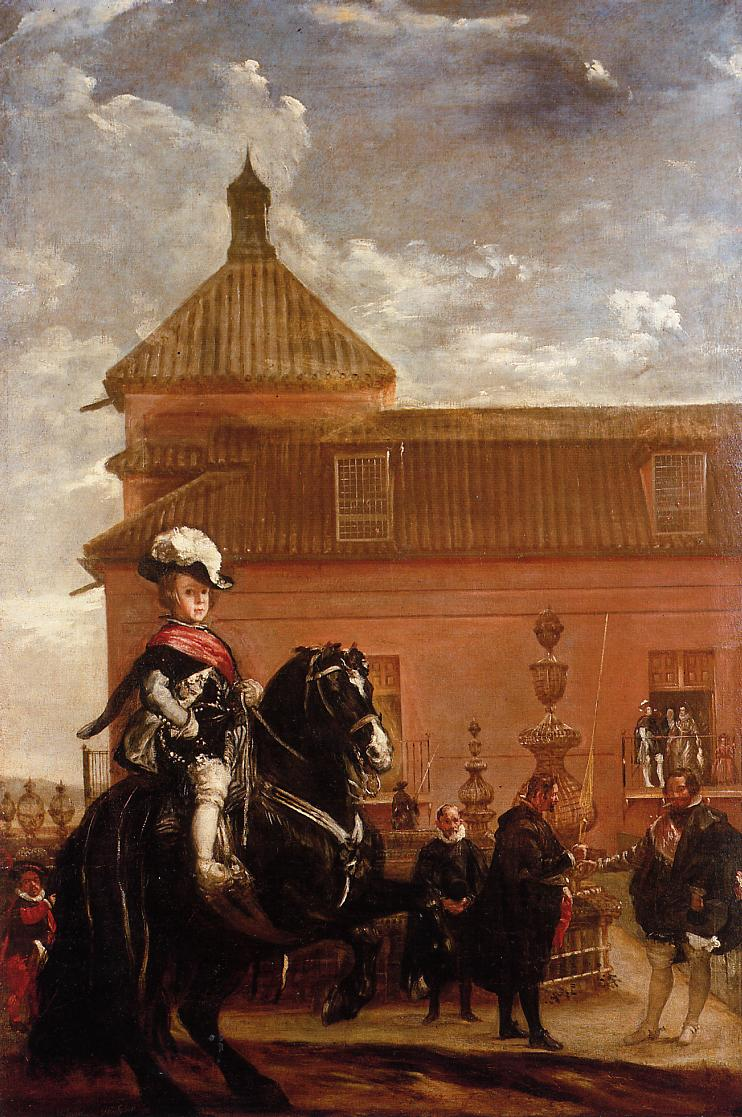
Веласкес. Принц дон Карлос верхи в Буен Ретіро
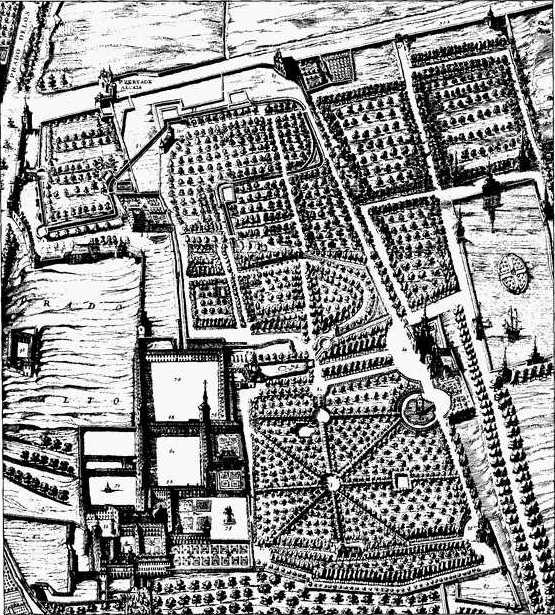
план Буен Ретіро, гравюра 1656 р.

## Апартаменти короля
Головною резиденцією короля в Мадриді був Алькасар. Але літо король часто проводив в Буен Ретіро, що зробило комплекс другою королівською резиденцією. Паркові ставки використовували для свят на воді, а двори для театральних вистав, кориди та феєрверків вечорами.

Відсутність достатньої кількості картин компенсували замовами місцевим та іноземним художникам. Через деякий час апартаменти короля прикрасили твори відомих тогочасних митців, серед яких — 
- Дієго Веласкес
- Рубенс
- Ніколя Пуссен
- Клод Лоррен
- Массімо Станціоне
- Джованні Ланфранко
- Сурбаран
- Гаспар Дюге та інші.

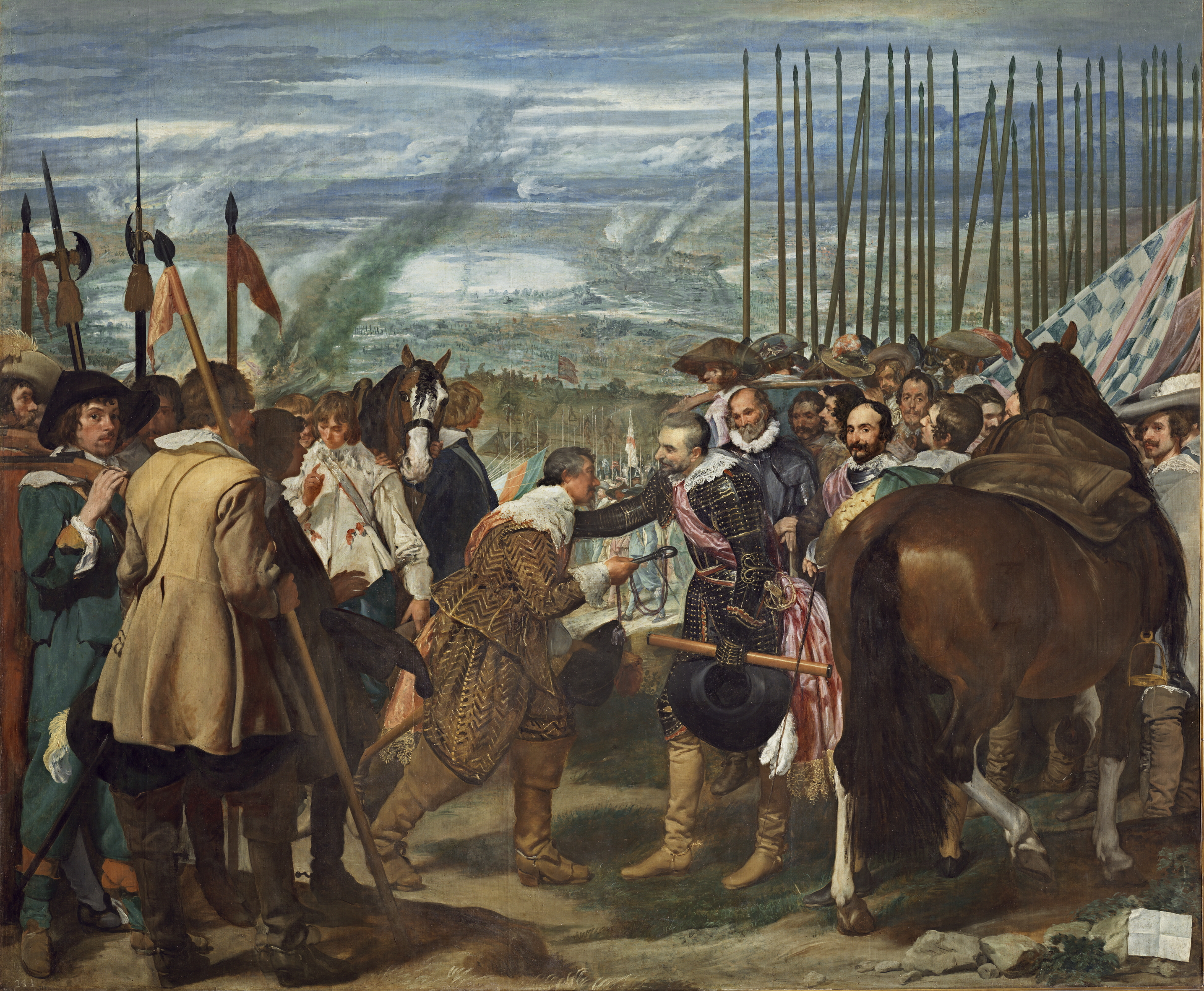
Веласкес, «Списи»

Відомий шедевр Веласкеса «Списи», що розповідає про здачу ключів міста Бреда у Фландрії іспанським воякам, був намальований саме для оздоб Буен Ретіро. Поряд розмістили 10 картин Франсіско Сурбарана з зображенням подвигів Геракла, що сприймалися як алегорії військових перемог іспанських монархів.

## Захвалений палац

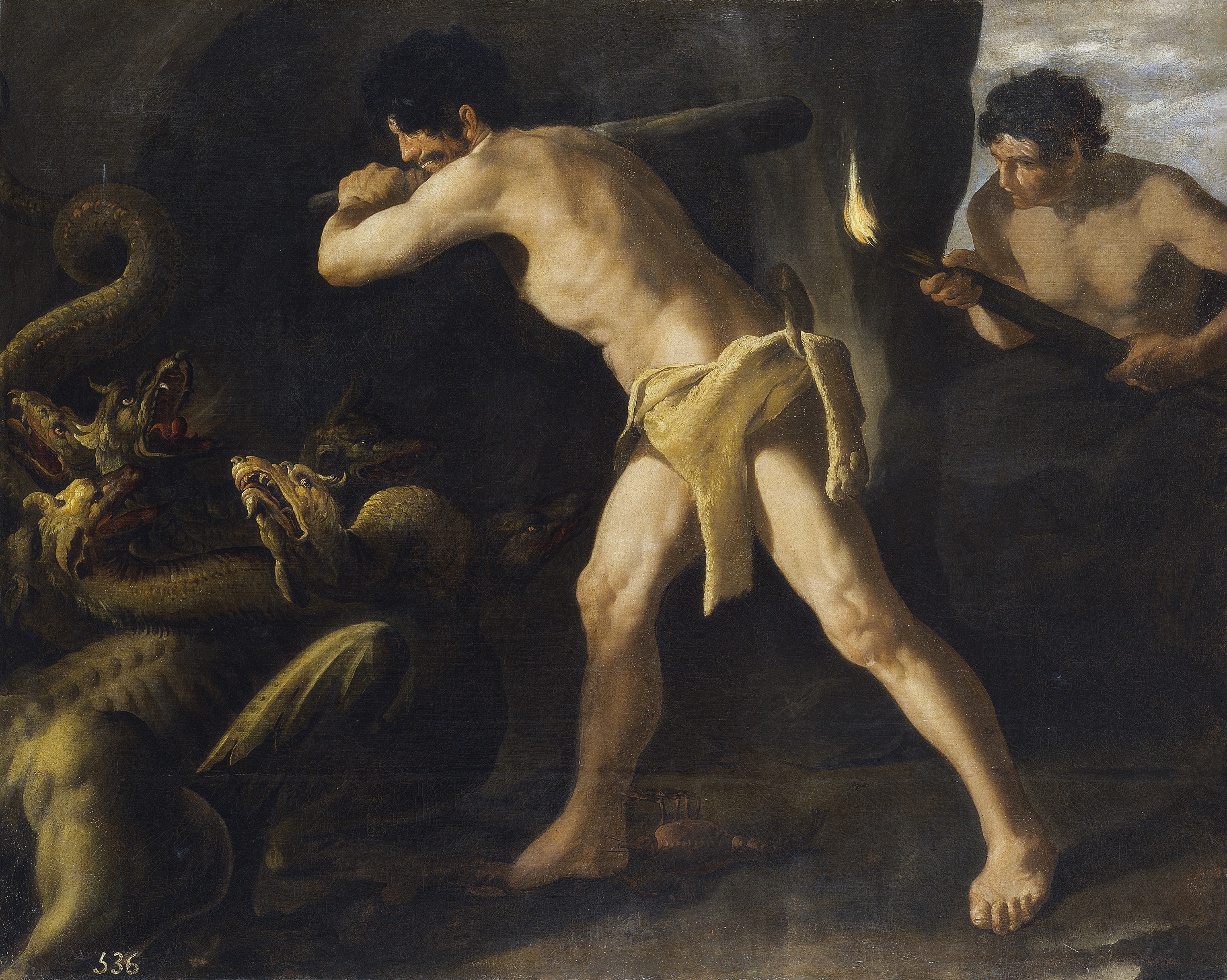
Сурбаран. «Геракл вбиває Лернейську гідру»

Ще не постав у всій своїй величі палац і парк у Версалі. Тому велетенські розміри комплексу Буен Ретіро сприймалися іспанцями як диво. Поет Педро Кальдерон де ла Барка написав твір «Новий палац в Ретіро» на часть католицького свята Тіла Господня, де порівняв палац Ретіро з храмом Соломона, а його сади — з садами самого раю. Дієго де Каваррубіас у «Елегіях в королівському палаці Буен Ретіро» порівняв його зі спорудами семи див світу античності. Але реальний стан споруд та справ Іспанії був куди як гіршим. Країна сповзала в довготривалу кризу.

## Подальша історія
Франція перемогла у війні за так званий " іспанський спадок " і Філіп Анжуйський у 1701 р. став королем Іспанії під ім'ям — Філіп V. В палаці Буен Ретіро він і чекав на ключі від Мадрида, хоча палац вимагав ремонту, а сади були пошкоджені. Навіть занепад не завадив провести тут коронаційні свята. До ремонтів заступили лише через три десятиліття і Буен Ретіро знов став літньою резиденцією. Будівли ремонтував французький архітектор Рене Карльє, оскільки Королівський палац в Мадриді постраждав від пожежі. Король Філіп V не дочекався завершення ремонту і помер у 1746 р.

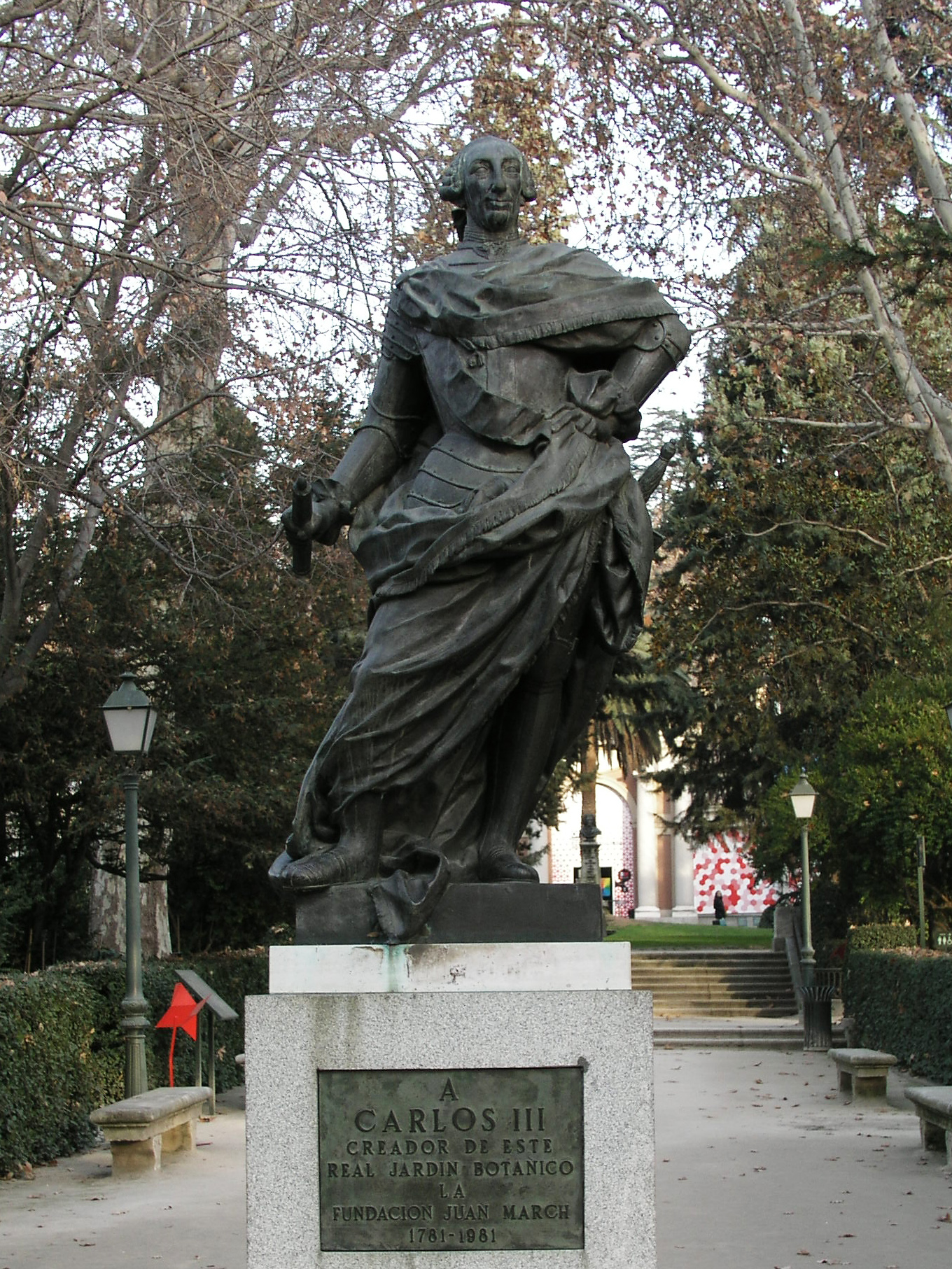
Король Карлос ІІІ, монумент в Ботанічному саду

Починається етап нового занепаду комплексу. Тут ще жив три роки король Карлос ІІІ, але покинув Буен Ретіро, а приміщення віддав під військові казарми пехоти та кавалерії. Частка ставків висохла, а сади були пошкоджені. На парковій території розмістили порцелянову мануфактуру, а сад почали відкривати для відвідин.
Під час наполеонівського захоплення Іспаніїу 1809 р., в Буен Ретіро розмістили французькі окупаційні війська та склади з порохом. Його погано зберігали, що спричинило вибух, який значно пошкодив та зруйнував і без того старі споруди.
Паркова територія була зменшена вдвічі. Згодом вивільнені ділянки забудували (Кабінет натуральної історії, Академія наук та ін.), а залишки парку претворили на Королівський Ботанічний сад.

## Касон дель Буен Ретіро

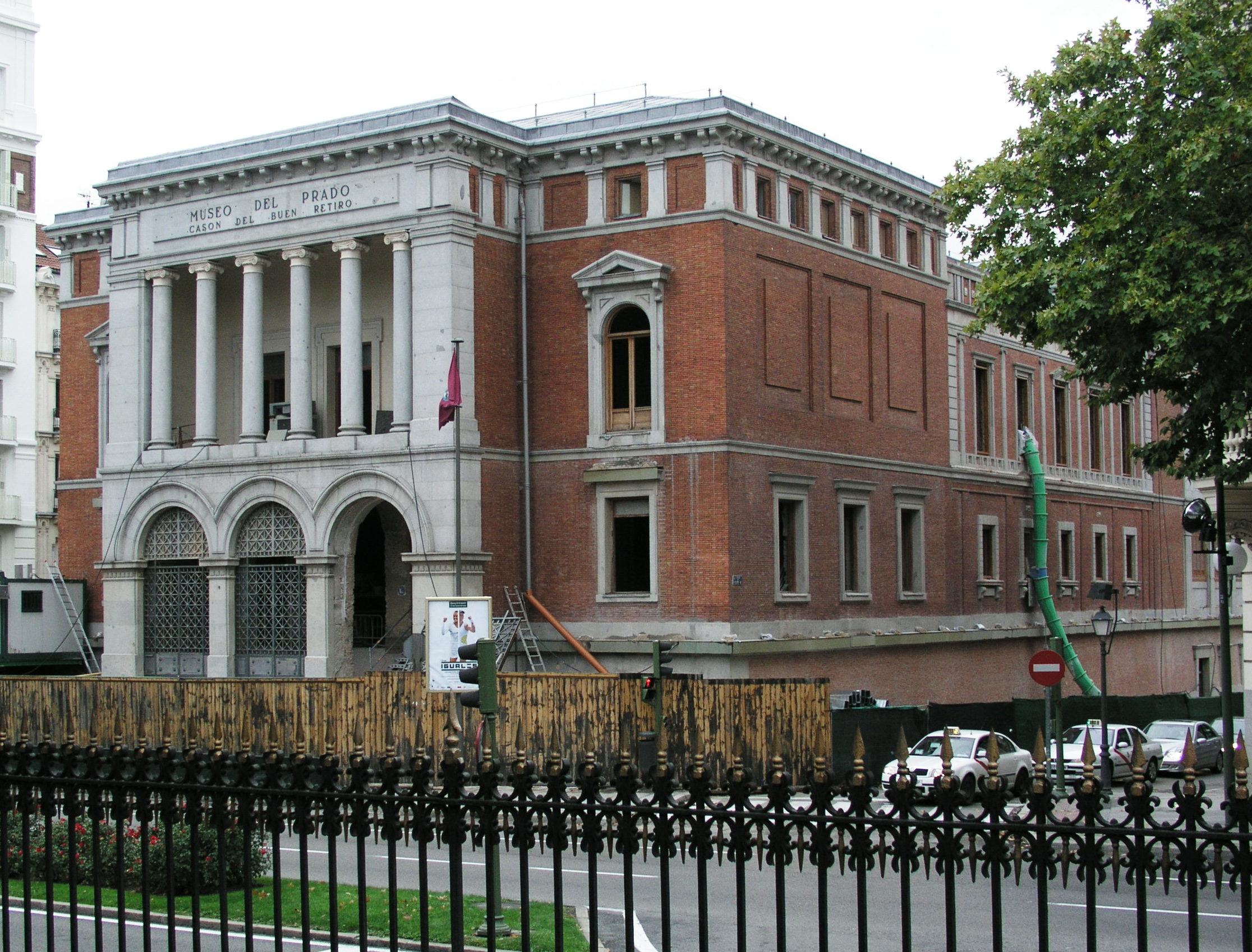
Касон дель Буен Ретіро, філія музею Прадо.

Серед споруд 17 століття, які випадково збереглися — Касон дель Буен Ретіро. Палац побудували у 1637 році (архітектором був Алонсо Карбонел). Головним приміщенням палацу була Бальна зала, зразком для якої слугувала Сикстинська каплиця в Ватикані. Довжина зали — 25 метрів. У 1697 році склепіння зали прикрасив фресками Джордано Лука на сюжети античного міфу про золоте руно.
Палац реставрований і відданий музею Прадо, де розмістили твори мистецтва 19 століття.

## Військовий музей

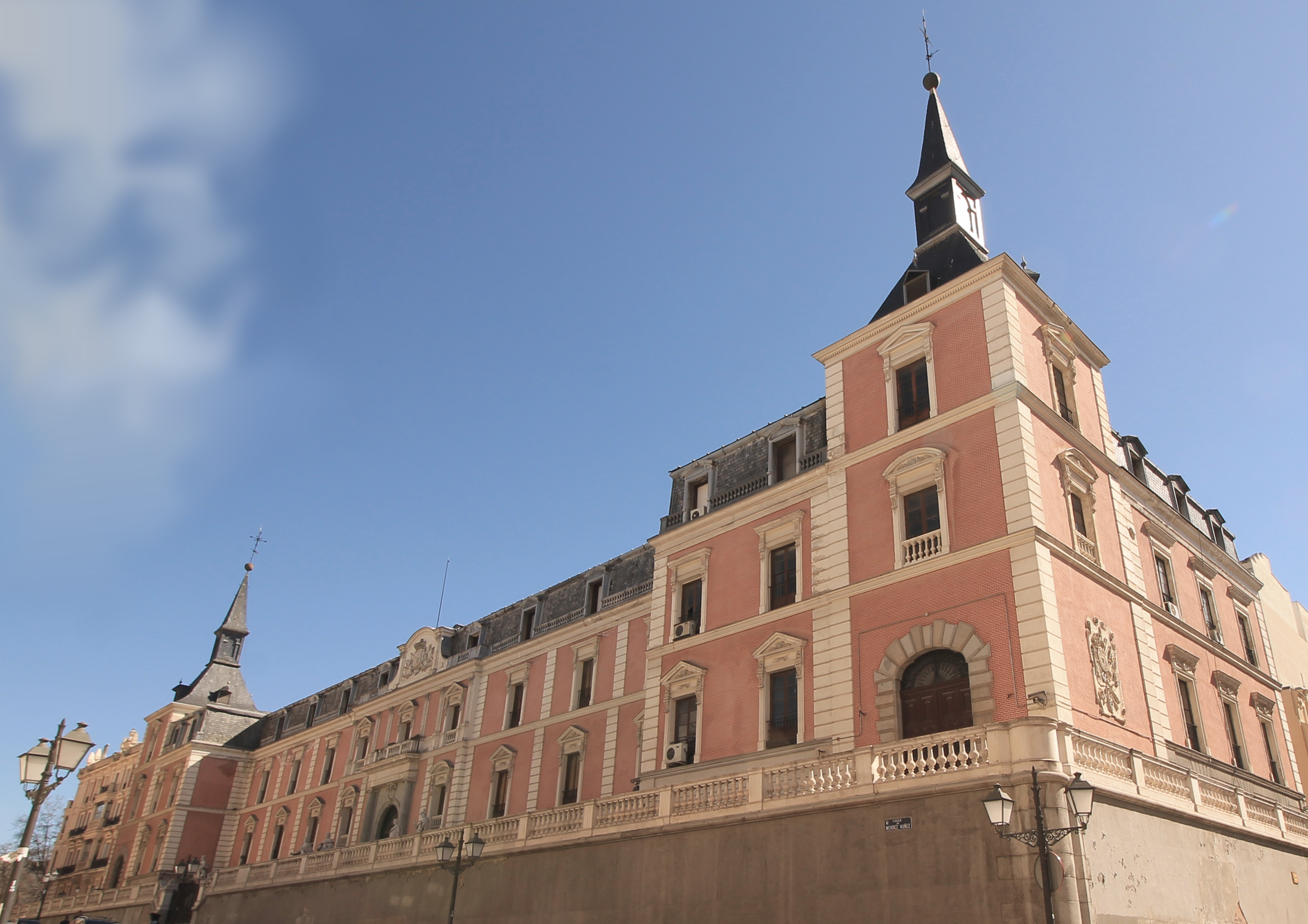
Військовий музей

В найбільшій зі збережених споруд комплексу Буен Ретіро в 20 стоітті розмістили Військовий музей. Про палацове минуле споруди нагадує давня Тронна зала (Salon de Reinos). створену ще у 1630-ті рр. Для оздоб Тронної зали використали картини художників, серед яких були — * Веласкес
- Антоніо де Переда
- Джузеппе Леонардо
- Хуан Баутіста Майно
- Вісенте Кардуччо
- Фелікс Кастелло та ін.

## Кінний монумент Філіпу IV

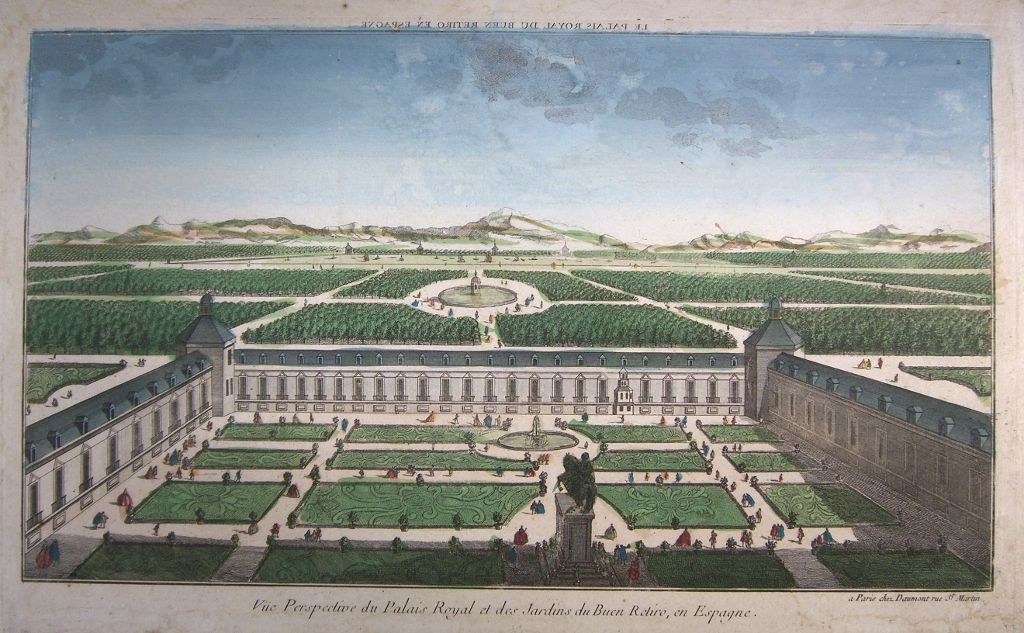
Двір Королеви з монументом Філіпу IV

Серед цікавих інженерних рішень — кінний монумент королю Філіпу IV. Скульптуру створив італійський майстер П'єтро Такка у 1634—1640 рр. За зразок узяли кінний портрет короля, виконаний художником Веласкесом. Аби вирішити складне на той час інженерне завдання (постановку коня лише на дві задні ноги), до розрахунків залучили італійського науковця Галілео Галілея (1564—1642). Монумент спорудили в так званому дворі Королеви з регулярним садом та партерами. Монумент двічі переносили, поки в 19 ст. його остаточно не перенесли до східного фасаду палацу Орьєнте в Мадриді.